# Московская кольцевая автомобильная дорога
Московская кольцевая автомобильная дорога (МКАД) — кольцевая бессветофорная автомобильная дорога в Москве, с 1960 года до 1984 года являлась административной границей города.
С середины 1980-х годов в состав Москвы стали включать новые территории, находившиеся за пределами МКАД, и в настоящее время административная граница города проходит по кольцевой автодороге лишь частично. На участке от Абрамцева до Ярославского шоссе трасса МКАД пролегает в национальном парке «Лосиный остров».
МКАД строилась с 1956 года. Первый (восточный) участок МКАД длиной 48 километров от Ярославского до Симферопольского шоссе был открыт для движения 22 ноября 1960 года. По всей длине была открыта для движения 5 ноября 1962 года. В 1993—1998 годах реконструирована. В 2011 году московские власти заявили о подготовке очередной полной реконструкции МКАД. Планируется переделать транспортные развязки, построить дублёры МКАД (в том числе на месте наземных линий электропередачи), возвести рядом с кольцевой дорогой транспортно-пересадочный узел.
МКАД на всём протяжении не имеет одноуровневых пересечений с другими транспортными путями, движение осуществляется по пяти полосам в каждом направлении. пропускная способность (по состоянию на 2011 год) — 9000 автомобилей в час, разрешённая скорость движения — 100 км/ч. На пересечении с Северо-Восточной хордой вместе с головным участком скоростной автомобильной магистрали Москва — Санкт-Петербург (М-11) в конце 2014 года была открыта первая в России пятиуровневая транспортная развязка — Бусиновская.

## История

МКАД на карте Москвы

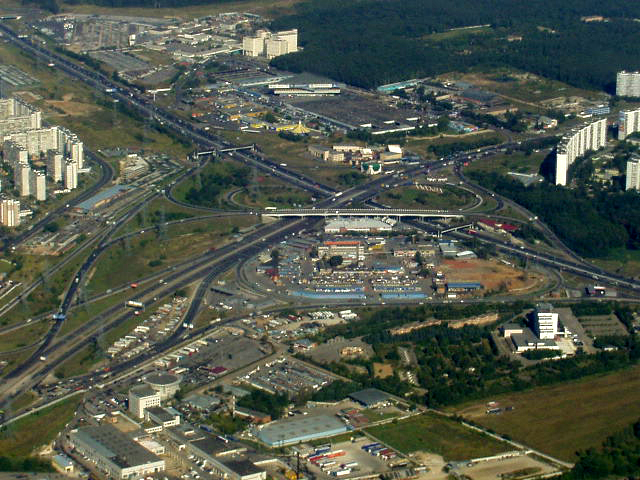
Пересечение с Варшавским и Симферопольским шоссе

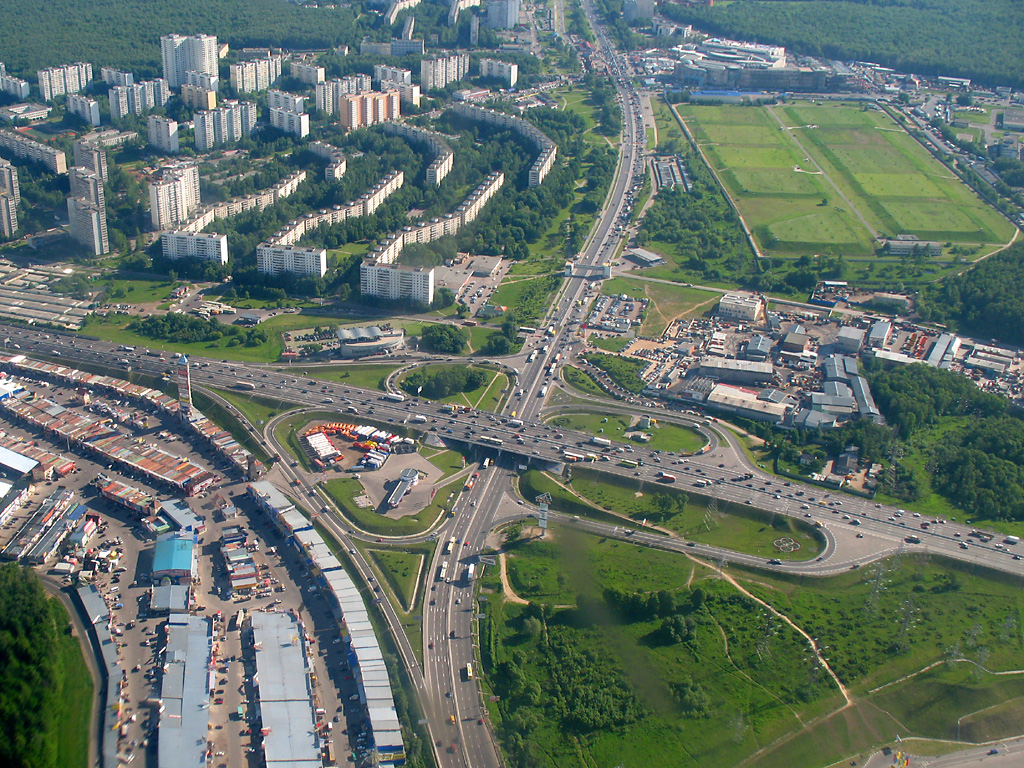
Пересечение с Профсоюзной улицей

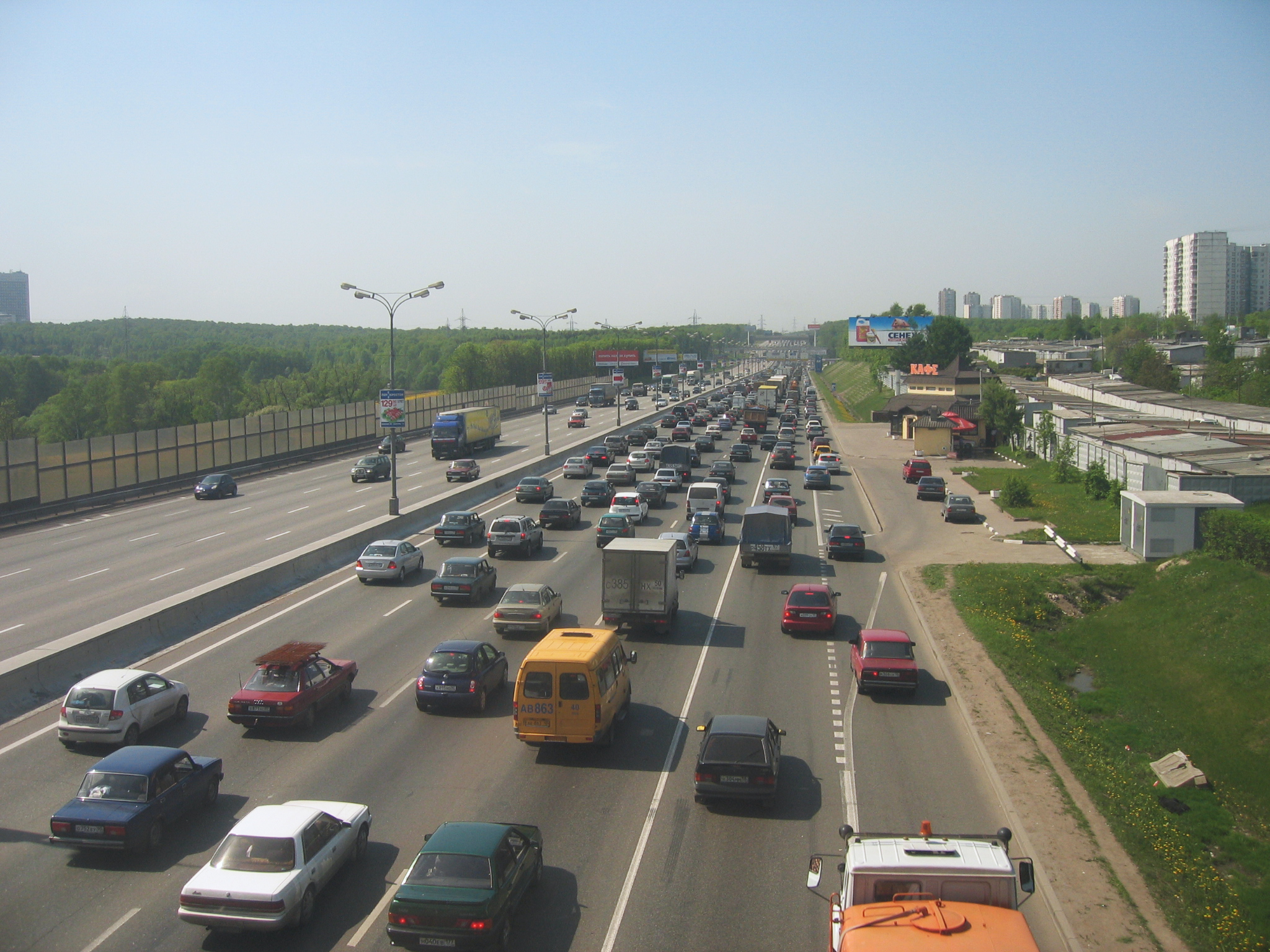
МКАД в районе Ясенева

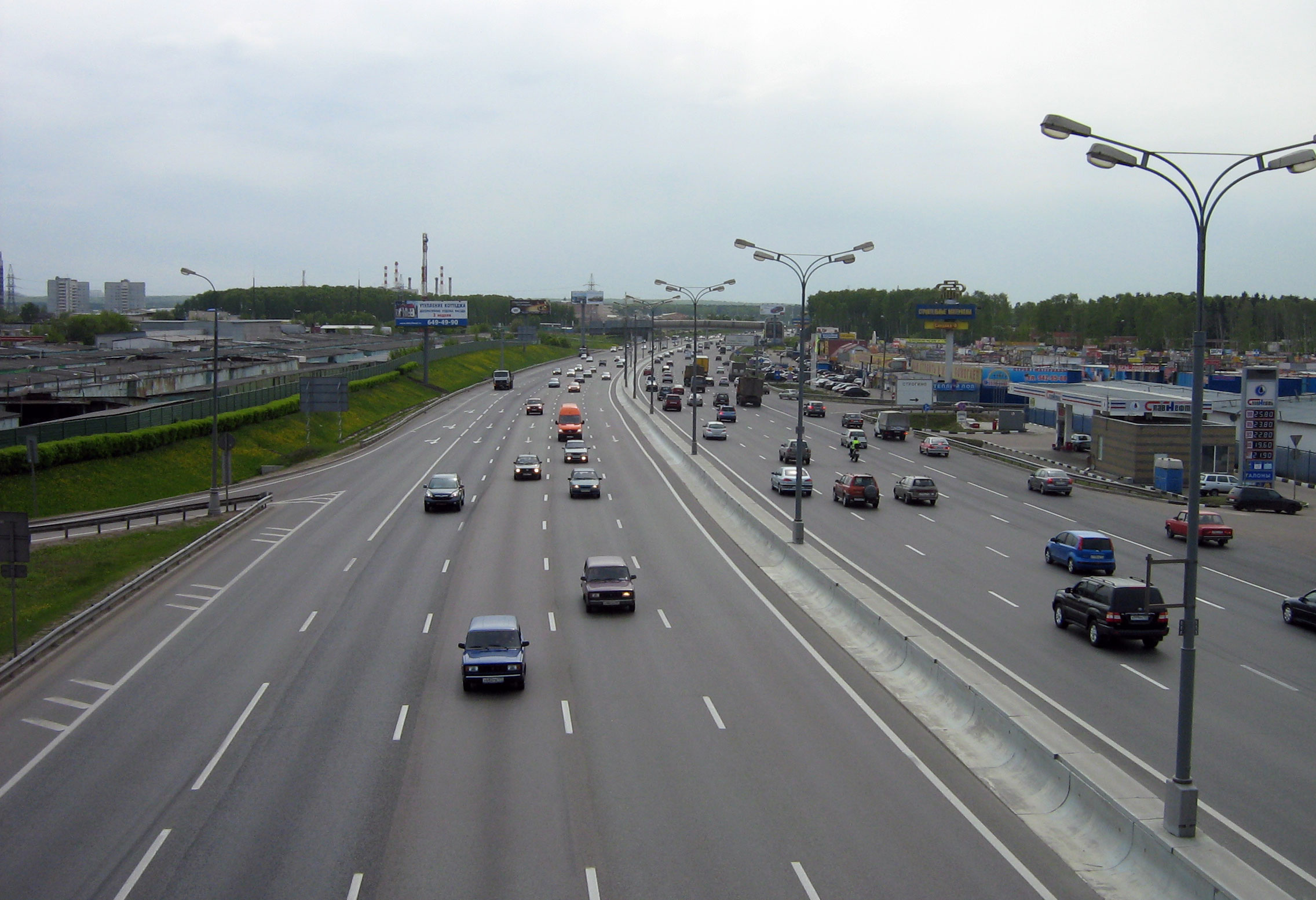
МКАД в районе Строгина

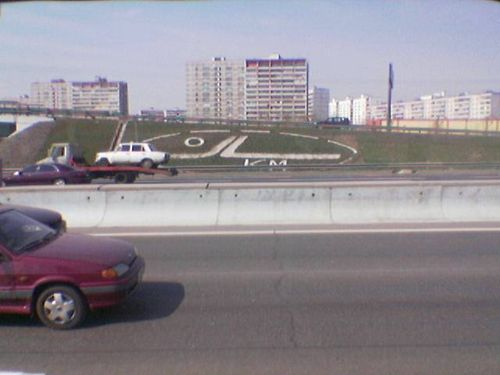
Нулевой километр МКАД — в районе пересечения с Горьковским шоссе

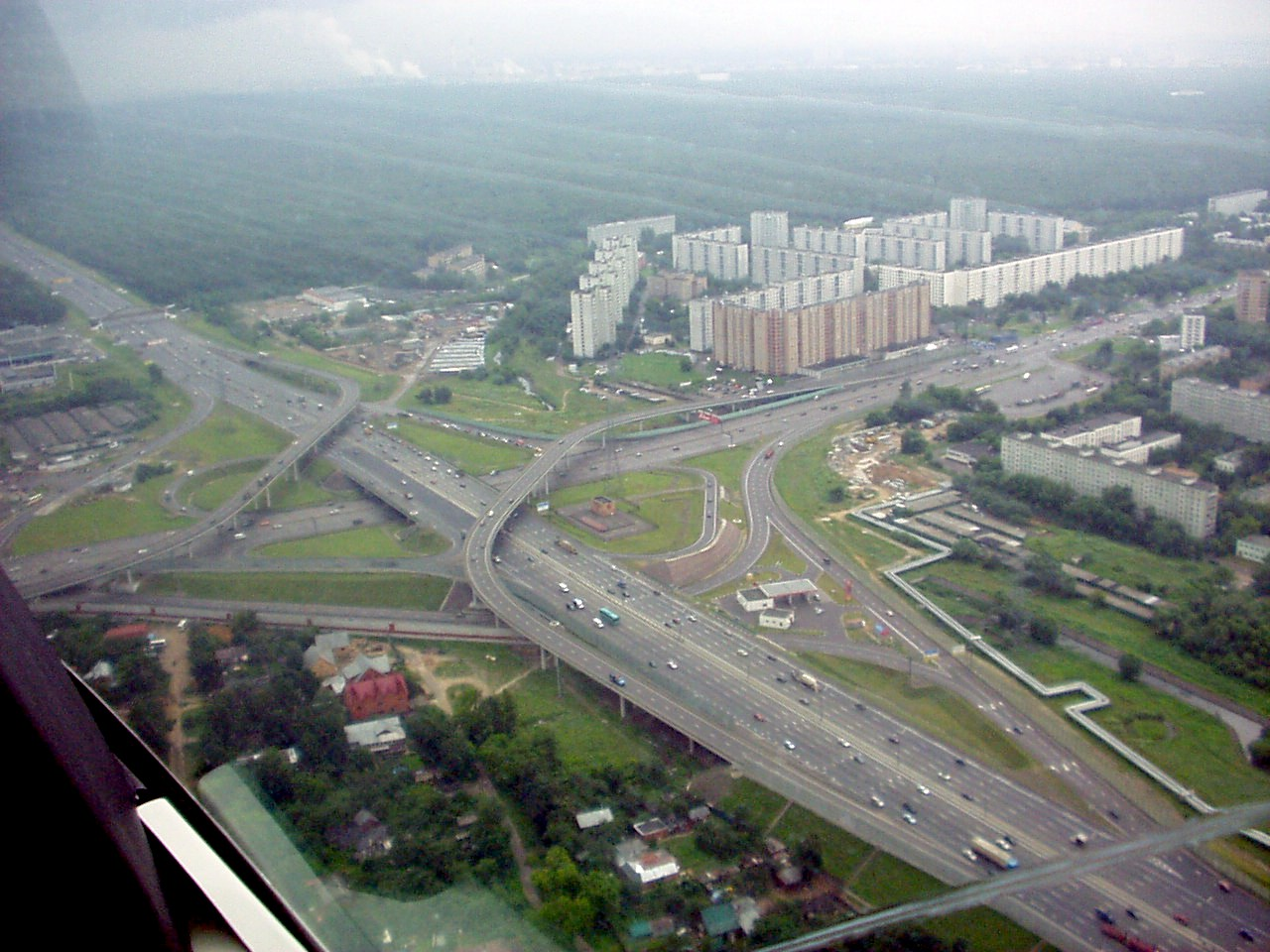
Пересечение с Ярославским шоссе

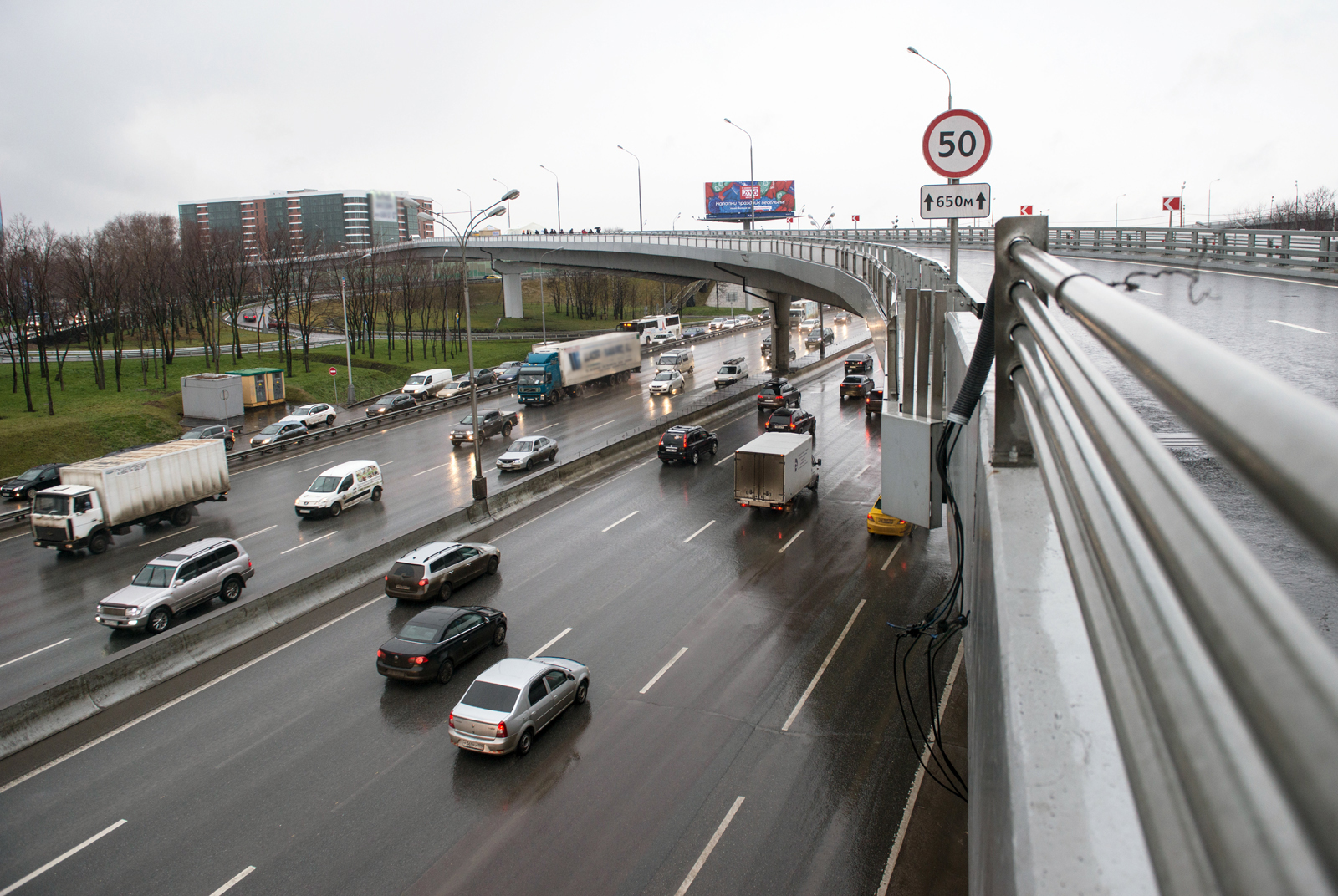
Пересечение с Можайским шоссе

Проектирование кольцевой дороги началось в 1937 году, в 1939 году трасса была вынесена и закреплена на местности, а в 1940 году специалисты института «Союздорпроект» завершили составление проектного задания на строительство МКАД, но начать строительство помешала Великая Отечественная война. В то же время в июле 1941 года Государственным комитетом обороны было принято решение построить временную обходную дорогу всего за один месяц по упрощённому проекту, предполагавшему строительство 30 км новых дорог и реконструкцию около 100 км старых. На строительство объездной дороги было направлено более 10 000 работников Гушосдора, привлекалось и местное население. Построенная в авральном режиме дорога использовалась как рокадная для переброски войск и военной техники и способствовала успешному проведению контрнаступательной операции и разгрому гитлеровских войск под Москвой. Эта дорога не совпадала с трассой нынешней МКАД; отдельные её участки — Путилковское шоссе и часть Рябиновой улицы.

«Уже через десять минут мы вошли в кабинет В. Т. Федорова. Срочно был вызван начальник Союздорпроекта А. С. Кубасов. И мы все склонились над крупномасштабной картой Московской области. Мнение у всех одно: соединить все имеющиеся части будущего кольца и подходы к радиальным трассам, через Москву-реку и через канал Москва-Волга перекинуть наплавные мосты. Часа через два на карте стали вырисовываться контуры изломанного кольца».— И. А. Засов. «Дорога к Победе». Москва военная (сборник воспоминаний) (1995).
Строительство того маршрута МКАД, который существует сейчас, началось в конце 1956 года около Ярославского шоссе. Начальником дирекции строительства МКАД был назначен всё тот же директор Союздорпроекта Александр Кубасов. Первый участок длиной 48 км от Ярославского до Симферопольского шоссе был открыт для движения 22 ноября 1960 года. Движение по всему кольцу было открыто 5 ноября 1962 года. Кольцо представляло собой 2 проезжие части (по две полосы в каждую сторону) 7-метровой ширины, разделённые 4-метровой «зелёной» полосой (с высокими бордюрами и травяным покрытием). Край дороги был выложен рифлёными бетонными плитами: их диагональные рёбра переменной высоты должны были сигнализировать водителям о начале съезда на обочину. На трассе было построено два моста через реку Москву:
- Бесединский мост, 1960, инж. Р. М. Гальперин, арх. Г. И. Корнеев (в районе Капотни и села Беседы)
- Спасский мост, 1962, инж. В. Д. Васильев, арх. К. П. Савельев (в районе деревни Строгино и села Спас).

Изначально МКАД была запроектирована с минимальным радиусом в плане 2000 м, за исключением двух поворотов 1500 м — на 70 км и 1000 м — на 68 км. Максимальный продольный уклон — 40 промилле. Всего на кольце было 7 мостов и 54 путепровода. Разделительного ограждения, освещения и внеуличных пешеходных переходов не было. Дорога имела 33 двухуровневые развязки с автодорогами, выходящими из Москвы, а в начале 1980-х гг. на пересечении с Симферопольским шоссе построили трёхуровневую; дорога не имела асфальтобетонного покрытия, был использован заливной бетон. С 17 августа 1960 года по 10 мая 1984 года полоса отвода МКАД служила административной границей города Москвы; в тот период широко применялось понятие «Большая Москва» (для отличия от города в предыдущих границах).

### Реконструкция МКАД (1990-е годы)
В 1990—1991 годах полотно дороги было немного расширено за счёт разделительной полосы — четырёхметрового газона. Это позволило сделать более широкими две существующие полосы и добавить широкую обочину. Из-за этого в начале 1990-х на дороге часто случались аварии, большую часть которых составляли лобовые столкновения и наезды на пешеходов. Ежегодно на МКАД погибало более двухсот человек и более тысячи получало увечья. МКАД в прессе называли «дорогой смерти». Пропускная способность трассы была практически полностью исчерпана; скорость потока автомобилей составляла 35—40 км/ч, в часы пик возникали заторы в движении. Необходимость реконструкции была очевидна.
По решению Правительства Москвы процесс реконструкции предусматривал два этапа. В первую очередь на МКАД предполагалось провести мероприятия по освещению трассы и устройству барьерного ограждения, разделяющего направления движения. На первоначальном этапе функции заказчика на МКАД выполнял «Мосгорсвет», работы по освещению возглавлял начальник Управления топливно-энергетического хозяйства Москвы Михаил Альбертович Лапир. Куратором от Правительства столицы был первый заместитель мэра Борис Васильевич Никольский. Распоряжением Правительства Москвы заказчиком на реконструкции МКАД была назначена специально созданная для этой цели компания — ООО «Организатор» во главе с заместителем начальника Мосводоканала Г. И. Муравиным. Было принято во внимание, что руководители сформированной структуры уже имели солидный опыт в управлении крупными строительными проектами и кредит доверия членов Правительства Москвы. Функции единого генерального подрядчика на проектирование и реконструкцию МКАД были возложены Правительством Москвы на ОАО «Корпорация „Трансстрой“». Этот этап был выполнен в 1993—1994 годах.
Следующий этап реконструкции, старт которого приходится на весну 1995 года, предполагал расширение дорожного полотна трассы до 50,0 м и соответствующее увеличение количества полос до пяти в каждом направлении. Чтобы привести дорогу в соответствие с международными стандартами, существующими для магистралей высшего класса с точки зрения технических решений, безопасности дорожного движения и обслуживания движения, предполагалось выполнить колоссальный объём работ. Помимо строительства новых мостов, тоннелей, путепроводов, целого комплекса мер по обеспечению безопасности и природоохранных мероприятий было необходимо освободить прилегающие к трассе территории, вынести и переложить инженерные сооружения и подземные коммуникации.
По мнению независимых экспертов[кто?], проект реконструкции МКАД «по своим масштабам и сложности имеет мало аналогов в мировой практике». К основным осложняющим проект факторам эксперты относят использование конструкции старой дороги, а также дополнительные работы по перемещению трубопроводов и других конструкций, находящихся вблизи дороги.
Реконструкция Московской кольцевой автодороги стала первым значимым транспортным проектом Правительства Москвы. Чтобы обеспечить стабильное финансирование строительства и соответственно своевременное и качественное выполнение работ, правительством был изменён принцип формирования бюджета и создан Дорожный фонд.
Срок, изначально отведённый на реконструкцию постановлением Правительства Москвы, был в два раза меньше нормативного и составлял 4 года. За это время было необходимо в условиях непрерывной работы существующей трассы преобразовать морально и физически устаревшую дорогу в магистраль европейского класса, способную обеспечить скоростное и безопасное движение с высоким уровнем обслуживания, подобного которому в России прежде не было. Именно на МКАД было внедрено множество перспективных технологий и инженерных приёмов.
При реконструкции МКАД параметры её плана и продольного профиля не требовали изменений. Исключение составили отдельные участки. Было предусмотрено сохранить ось дороги с существующим железобетонным ограждением парапетного типа с мачтами освещения. Расширение земляного полотна и проезжей части было выполнено в обе стороны от существующей оси, поэтому план дороги и её продольный профиль в основном сохранены. Изменение плана трассы было спроектировано в местах расположения трёх новых больших мостов через Москву-реку у села Беседы (19-й км) и у села Спас (68-й км), а также через канал им. Москвы (76-й км); обхода Востряковского и Перловского кладбищ; прохождения вдоль МКАД магистральных нефтепровода и газопровода в районе Кузьминского лесопарка.
На всём протяжении 109-километровой трассы земляное полотно расширено до 50 м (20,2 млн м²), уложено 1960 тыс. м³ щебня, 4322 тыс. м³ тощего бетона и устроена десятиполосная дорожная одежда общей площадью около 8 млн м², в том числе 1,3 млн м³ верхнего слоя покрытия.
- Переустроено 3365 действующих коммуникаций;
- построено 76 мостов и путепроводов, в том числе 6 больших мостов через Москву-реку, канал имени Москвы, автомобильные и железные дороги;
- возведено 53 пешеходных перехода, в том числе 49 надземных и 4 подземных;
- построено 11 транспортных и коммуникационных тоннелей;
- сооружено 47 развязок, в том числе две трёхуровневые — Ленинградская и Горьковская, а также две четырёхуровневые — Ярославская и на пересечении с Новорижским шоссе (последняя введена позднее, в 2011 году);
- реконструировано 115 водопропускных труб;
- возведено 26 постов службы управления движением;
- построены 4 базы дорожно-эксплуатационных участков и база Мосгорсвета;
- установлено 11,6 км шумозащитных и 6,8 км декоративных ограждений;
- уложено 270 тыс. м бортового камня и устроено 350 тыс. м барьерного ограждения;
- укреплено травосеянием 300 га откосов земляного полотна и прилегающих территорий;
- построено 82 очистных сооружения;
- создано 7 постов метеообеспечения;
- обустроены габионными укреплениями берега 76 водных потоков;
- установлено 4088 знаков управления дорожным движением;
- построено 49 пар автобусных остановок.

Во время реконструкции также была создана кольцевая система связи (КСС МКАД) на основе волоконно-оптического кабеля, проложенного в конструкциях разделительной полосы дороги. Основная задача КСС МКАД — контроль и управление наружным освещением дороги. Общая стоимость реконструкции составила 24 млрд рублей (в ценах 1995 года).
Впервые:
- была внедрена практика страхования строительно-монтажных работ и постгарантийных обязательств[19][20];
- была применена система оперативного управления качеством строительства и научного сопровождения проектных и строительных работ. Работу российских подрядных организаций стали оценивать по Международным стандартам качества ISO 9000;
- в городском транспортном строительстве комплексно и эффективно были решены[21][22] вопросы безопасности и охраны окружающей среды[14].

После завершения реконструкции движение было торжественно открыто мэром Юрием Лужковым 5 сентября 1998 года.

#### Критика
В Москве циркулировала легенда о том, что Лужков «украл двадцать сантиметров МКАД»: якобы при расширении дороги её асфальтовые обочины были сделаны с каждой стороны на 10 см у́же, нежели предполагалось по плану, в соответствии с которым составлялась смета, что позволило сэкономить значительную денежную сумму, якобы присвоенную Лужковым. На самом деле, указанное число было озвучено заместителем начальника Следственного комитета МВД России генералом-майором Михаилом Зотовым в связи с возбуждением уголовного дела о хищениях денежных средств при строительстве МКАД. По предварительным данным, с 1992 по 1997 годы было похищено 256 млрд руб. (неденоминированных), что соотносимо с сужением полотна с обеих сторон на 10 см. Вывод о заужении был сделан на основании выборочного замера, а после проверки на всём протяжении трассы выяснилось, что есть места заужения и уширения, все они укладываются в допуски требований СНиП, среднее арифметическое по контрольным замерам составило +4 см.
Поводом к слухам о хищениях стало также то обстоятельство, что информационные щиты установлены на дороге не в том[каком?] количестве, которое требуется.
Хотя хищения при строительстве МКАД и были, на ширине дороги это никак не сказалось.

### Реконструкция МКАД (2010-е годы)
В 2011 году Правительством Москвы было принято решение о проведении комплексной реконструкции МКАД. До конца 2016 г. в рамках Адресной инвестиционной программы (АИП) планируется построить и реконструировать 11 транспортных развязок на МКАД.
Проект реконструкции:
- Реконструкция развязок предполагает строительство направленных съездов вместо развязок типа «клеверный лист», что будет способствовать увеличению скорости движения транспорта[34][35][36][37].
- Строительство дублёров рядом с крупными торговыми и офисными объектами (дополнительные боковые проезды шириной от 2 до 4 полос с разворотными эстакадами)[38].
- Появятся полосы для торможения и разгона на участках МКАД[39][40].
- На тех участках, где количество полос на въезд и выезд из города неодинаково, для оптимизации схемы движения будут оборудованы дополнительные полосы[41][42].

В декабре 2012 года завершена реконструкция развязки на пересечении МКАД с Ленинградским шоссе и построена развязка на пересечении МКАД с улицей Подольских Курсантов.
В декабре 2013 года закончено строительство пятиуровневой развязки на пересечении МКАД, Северо-Восточной хорды и скоростной автомобильной магистрали Москва — Санкт-Петербург. Развязка получила собственное название по близлежащему микрорайону — Бусиновская.
С 2014 года действуют реконструированные развязки:
- на пересечении с Волгоградским проспектом[49][50];
- на пересечении с Дмитровским шоссе[51][52][53];
- на пересечении с Можайским шоссе (объект на территории 2 субъектов РФ — Москва и Московская область), завершение строительства на территории Москвы — на пересечении с Мичуринским проспектом[54][55][56][57][58][59].

С февраля 2014 года действует новая система нумерации съездов с МКАД.

#### Реконструкция транспортных развязок

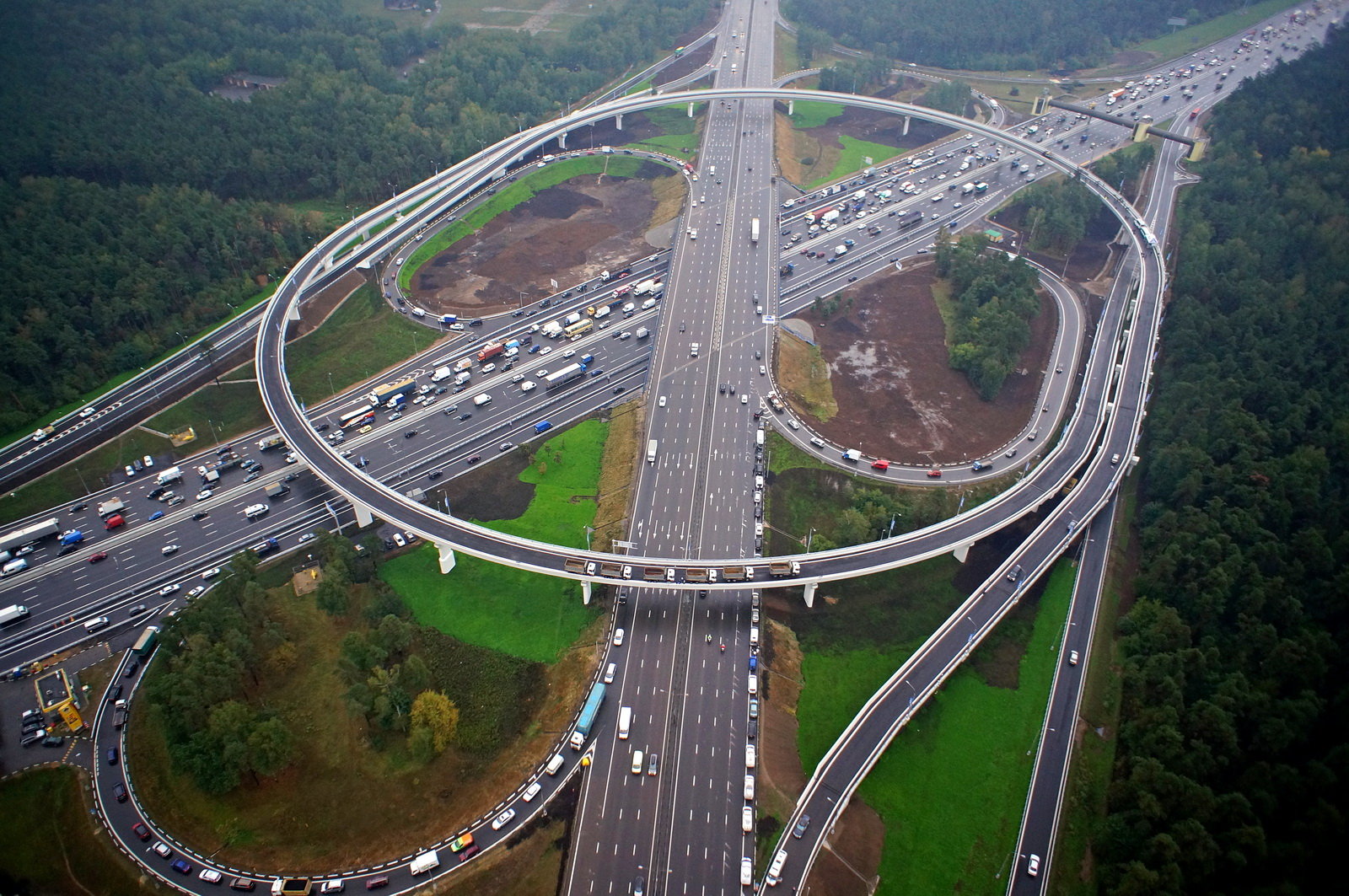
Волгоградский проспект

Транспортная развязка МКАД — Волгоградский проспект
Начало строительства — март 2013 г. Предполагаемая общая протяжённость развязки — 6,64 км. Реконструкция предполагает:
- строительство 2 эстакад общей протяжённостью 2,02 км: с Волгоградского проспекта на МКАД и с Новорязанского шоссе на МКАД;
- реконструкцию МКАД, Новорязанского шоссе, Волгоградского проспекта общей протяжённостью 2,75 км;[61][62]
- строительство 2 правоповоротных съездов общей протяжённостью 0,9 км: с Волгоградского проспекта на внутреннюю сторону МКАД и с Новорязанского шоссе на внешнюю сторону МКАД;
- строительство 2 боковых проездов вдоль МКАД (внутренняя сторона и внешняя сторона) общей протяжённостью 0,975 км, с устройством заездных карманов для общественного транспорта.

Проведённая реконструкция развязки позволила улучшить транспортную ситуацию в районе Выхино-Жулебино (ЮВАО) за счёт исключения зон переплетения транспортных потоков по прямому ходу Волгоградского шоссе — Новорязанского шоссе и МКАД.
Пропускная способность МКАД после ввода этой развязки после реконструкции в пике увеличивается на 30—40 %.

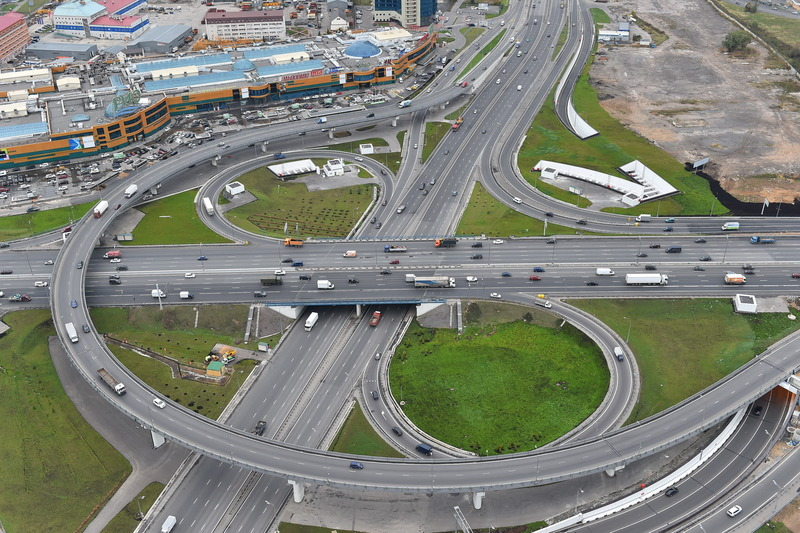
Дмитровское шоссе

Транспортная развязка МКАД — Дмитровское шоссе
Начало работ — март 2012 г. Реконструкция Дмитровского шоссе, соединяющего центр города Москвы с районом Северный, расположенным за МКАД, и Мытищинским районом Московской области, — один из крупнейших проектов дорожного строительства в Москве. Магистраль, соединяющая центр города Москвы с районом.
В рамках реконструкции развязки в июле 2014 года уже введена в эксплуатацию эстакада протяжённостью 821 м и шириной около 35 м, обеспечившая левоповоротное движение с Дмитровского шоссе из области на МКАД-восток, что существенно повысило пропускную способность автотранспорта на данном участке, значительно упростив въезд в Москву.
Проект также предусматривает:
- двустороннее непрерывное движение по МКАД и Дмитровскому шоссе в пределах развязки;
- направленное левоповоротное движение с Дмитровского шоссе из центра на МКАД-запад со строительством тоннеля, совмещённого с транзитным тоннелем для движения из центра в сторону области на правый боковой проезд вдоль основного направления Дмитровского шоссе, далее со строительством путепровода;
- реконструкцию левоповоротного съезда с внешней стороны МКАД на Дмитровское шоссе;
- реконструкцию левоповоротного съезда с внутренней стороны МКАД на Дмитровское шоссе;
- реконструкцию всех правоповоротных съездов;
- строительство переходно-скоростных полос;
- строительство подземного пешеходного перехода в районе платформы Марк (объект построен);
- 2 автобусные остановки.

Общая протяжённость дорог в рамках реконструкции развязки составит 10,840 км. Реконструкция развязки позволит организовать комфортное движение общественного транспорта по выделенным полосам, повысить безопасность дорожного движения за счёт строительства внеуличных пешеходных переходов.

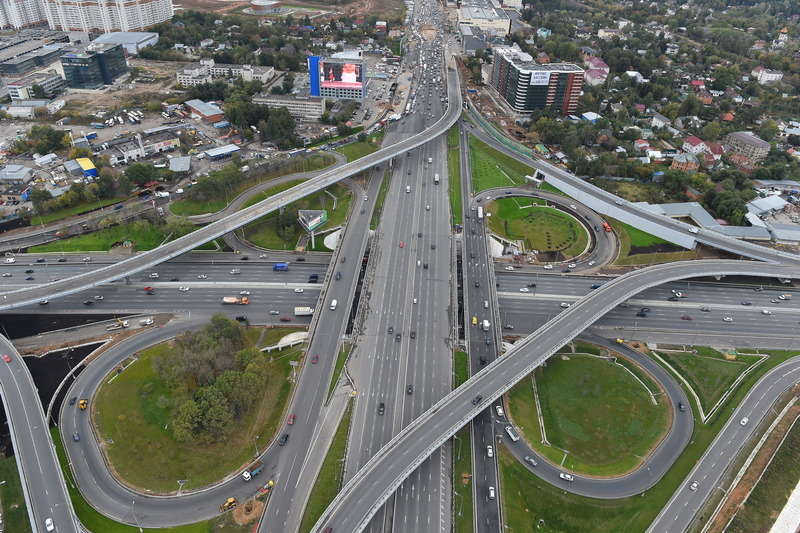
Можайское шоссе

Транспортная развязка МКАД — Можайское шоссе
Начало работ — апрель 2013 г. (в рамках комплексной реконструкции Можайского шоссе). В рамках реконструкции одной из самых крупных развязок МКАД предполагается возведение 6 эстакад и 2 путепроводов, ремонт участка проезжей части Минского шоссе, устройство боковых проездов, карманов, съездов-выездов.
Для удобства пешеходов запланировано строительство 2 надземных пешеходных переходов через МКАД и Минское шоссе, строительство подземного перехода через Можайское шоссе, демонтаж 2 существующих надземных переходов (через Минское шоссе и МКАД).
Предусмотрен также демонтаж существующего и строительство нового стационарного поста ДПС, автоматической противогололёдной станции (АПС), переустройство и строительство инженерных коммуникаций, попадающих в зону строительства, устройство АСУДД с переоборудованием светофорных объектов, благоустройство и озеленение.
В июле 2014 г. запущено движение по съезду № 10, обеспечивающему выезд с Можайского шоссе на внутреннюю сторону МКАД с 4-полосным движением (по 2 полосы в каждую сторону). Кроме того, открылось движение по 6-полосному (по 3 полосы в каждую сторону) путепроводу № 2, позволяющему по прямому ходу выехать с Можайского шоссе из центра на внешнюю сторону МКАД, что существенно сократило заторы на данном участке.
Общая протяжённость дорог в рамках реконструкции развязки составит 15,84 км. Развязка станет самой крупной в Москве и одной из крупнейших в Европе. После реконструкции развязка обеспечит бессветофорное движение на пересечении Можайского шоссе с улицами Толбухина, Петра Алексеева, Рябиновой, Гвардейской, Витебской, Кубинка, позволит отделить транзитные потоки автомобилей, двигающихся по МКАД и Можайскому шоссе, от поворотного движения автомобильных потоков, улучшить движение транспорта в районе 54—55-го км МКАД и создаст более благоприятные условия движения транспорта по Можайскому шоссе в сторону Московской области и города Москвы.
Кроме того, здесь создаётся 25 км выделенных полос для общественного транспорта, что обеспечит дополнительные удобства для пассажиров.

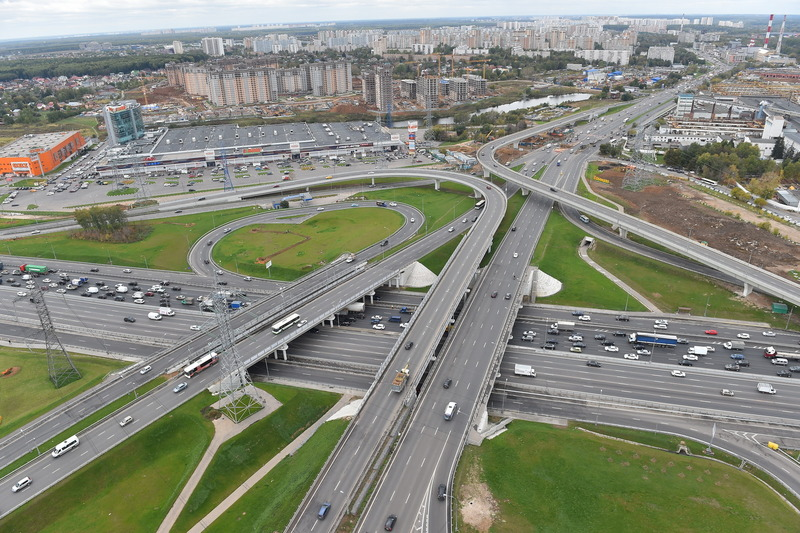
Боровское шоссе

Транспортная развязка МКАД — Боровское шоссе (Мичуринский проспект)
Начало работ — июнь 2013 г. Существующая развязка построена по принципу «клеверного листа».
Проектом реконструкции предусмотрено:
- строительство 2 направленных эстакад-съездов (с Озёрной улицы на внешнюю сторону МКАД (объект введён в эксплуатацию), с Боровского шоссе на внутреннюю сторону МКАД);[84][85]
- устройство 5 эстакад общей протяжённостью 1428,5 м;
- реконструкция существующих съездов,
- устройство переходно-скоростных полос, боковых проездов вдоль МКАД и Боровского шоссе, местного проезда вдоль Боровского шоссе;
- организация велодорожек общей протяжённостью 570 м.

На остановках общественного транспорта запроектированы заездные карманы. Для удобства пешеходов планируется построить надземный пешеходный переход в районе 46-47-го км МКАД и пешеходный тоннель под правоповоротным съездом с МКАД на Боровское шоссе.

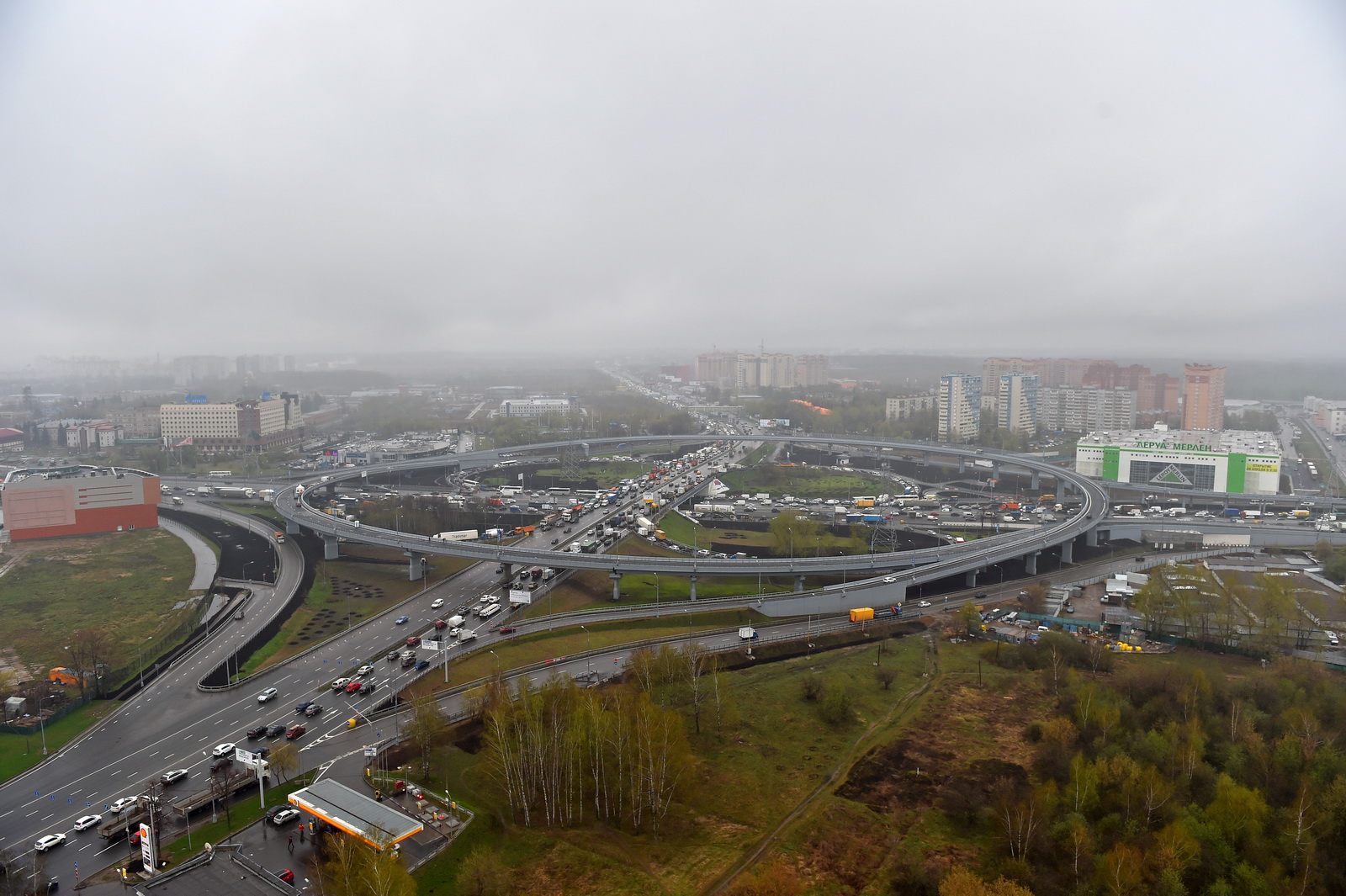
Каширское шоссе

Существующий подземный пешеходный переход на Боровском шоссе в районе дома № 2 будет удлинён в связи с уширением проезжей части.
Общая протяжённость дорог в рамках реконструкции развязки составит 9,63 км.
Реконструкция развязки позволит разделить транзитные потоки автомобилей, двигающихся по МКАД и Боровскому шоссе, от поворотного движения автомобильных потоков. Реализация данного проекта улучшит движение транспорта в районе 48-го км МКАД и создаст более благоприятные условия движения транспорта по Боровскому шоссе в сторону международного аэропорта Внуково.
Ведётся строительство развязок МКАД:
- на пересечении с Ленинским проспектом;
- на пересечении с Каширским шоссе.

Транспортная развязка МКАД — Ленинский проспект
Начало работ — март 2014 г. Существующая развязка построена по принципу «клеверного листа».
Проектом реконструкции предусмотрено:
- строительство 2 направленных эстакад-съездов (левоповоротная с Киевского шоссе на внутреннюю сторону МКАД протяжённостью 840 м
- левоповоротная с Ленинского проспекта на внешнюю сторону МКАД протяжённостью 750 м), тоннельных участков левоповоротного съезда с внутренней стороны МКАД на Киевское шоссе (протяжённостью 150 м), путепровода с внешней стороны МКАД на пересечении с Ленинским проспектом протяжённостью 90 м, правоповоротного эстакадного съезда с Киевского шоссе на внешнюю сторону МКАД протяжённостью 500 м[91];
- реконструкция существующих съездов;
- устройство переходно-скоростных полос, боковых проездов вдоль МКАД;
- сооружение 2 постов ДПС, 3 светофорных объектов.

Для удобства пешеходов планируется построить 2 надземных пешеходных перехода.
Транспортная развязка МКАД — Каширское шоссе
Начало работ — апрель 2014 г.
Реконструкция развязки на пересечении Каширского шоссе с МКАД предусматривает строительство 4 эстакад, включая 2 левоповоротные: одна (длиной 612 м) будет обеспечивать левоповоротный съезд с Каширского шоссе из области на внутреннюю сторону МКАД, а вторая (длиной почти 665 м) — левоповоротный съезд с Каширского шоссе из центра на внешнюю сторону МКАД. Третья эстакада длиной 164,8 м обеспечит правоповоротный съезд с МКАД на Каширское шоссе в сторону области, четвёртая (длиной 368,9 м) — левый поворот с внутренней стороны МКАД в область.
Кроме того, будут построены тоннель по боковому проезду МКАД со стороны города и подземный пешеходный переход через МКАД на участке по направлению к Варшавскому шоссе.
Проект реконструкции транспортной развязки включает в себя реконструкцию участка МКАД длиной 2,14 км, Каширского шоссе (0,46 км), строительство боковых проездов вдоль МКАД (1,28 км), въездов на прилегающую территорию (1,16 км).
Реконструкция данной развязки на МКАД представляет особую важность, так как она связывает город и область с крупнейшим по пассажирообороту в России и Восточной Европе международным аэропортом Домодедово, здесь традиционно наблюдается большое скопление автотранспорта, причём поток его постоянно увеличивается, особенно в высокий сезон.
Ожидается, что после реконструкции пропускная способность транспортной развязки на пересечении МКАД и Каширского шоссе увеличится на 20—30 %.
В результате проведённых работ должно произойти общее оздоровление дорожной ситуации и, как следствие, рост скорости движения транспортного потока с уменьшением заторов на развязках.

## Характеристики магистрали
Ширина МКАД составляет 10 полос, пять в каждом направлении (две крайних левых полосы движения шириной по 3,5 м и три полосы движения шириной по 3,75 м, обочина справа шириной от 2 до 3 метров); общая протяжённость — 108,9 км. Среднее удаление от центра города — 17,35 км. Строительство осуществлялось в соответствии с НиТУ 128-55 по параметрам первой технической категории: ширина земляного полотна — 24 м; ширина полосы движения — 3,5; число полос движения — 4; ширина разделительной полосы — 4 м; ширина обочин — 3 м каждая; габарит мостов и путепроводов — 21 м; высотный габарит под путепроводами — 4,5 м.
В Генеральном плане развития Москвы и Московской области до 2010 года для МКАД принята новая классификация — главная магистральная улица 1-го класса, предназначенная для пропуска смешанных потоков, движение транспорта — непрерывное, разрешённая скорость — 100 км/ч (расчётная — 150), пешеходное движение — в разных уровнях. В феврале 2014 года была принята цифровая система обозначения съездов с МКАД. Съезды в направлении центра Москвы обозначаются чётными, а в направлении Московской области — нечётными цифрами.
Несмотря на то, что МКАД является одной из самых современных и имеющих наибольшую пропускную способность дорог в регионе, с потоком автотранспорта она уже давно не справляется. Так называемые «пробки» — ежедневное явление на МКАД. Причинами пробок являются:
- недостаточная пропускная способность выездов со МКАД[100][101], в том числе из-за первоначального использования «клеверов» на развязках. На них въезд располагается перед выездом, на той же переходно-скоростной полосе;
- отсутствие специальных стояночных мест для аварийных машин[101];
- отсутствие достаточного количества связей между соседними районами, в результате чего дорога используется как межрайонная (особенно в часы пик);
- существуют серьёзные проблемы с пересечением МКАД пешеходами, маломобильными категориями граждан, велосипедистами — из-за того, что внеуличных переходов через МКАД недостаточно, при этом, несмотря на то, что проекты надземных пешеходных переходов предусматривают размещение в них лифтов, в действительности только в единичных случаях лифты там действительно установлены и функционируют. Подземных же пешеходных переходов построено всего 4, несмотря на то, что они более удобны в эксплуатации и не требуют установки лифтов для обеспечения безбарьерной среды;
- в зимнее время — пробуксовывание большегрузных автомобилей на съездах/въездах с/на МКАД и на подъёмах на самой дороге;
- неудачное расположение по пути следования МКАД различных гипермаркетов и торговых баз, что привлекает на кольцевую дорогу ещё больше машин из центра Москвы и области и дополнительно перегружает трассу;
- частое перекрытие общего потока автомобилей по МКАД из-за проезда правительственных кортежей по основным магистралям (например, Ленинский проспект, Рублёвское шоссе, Каширское шоссе)[источник не указан 3717 дней].

## Расположение объектов
Отсчёт километража на МКАД ведётся от пересечения с шоссе Энтузиастов (там находится т. н. «нулевой километр») по ходу часовой стрелки.
| Расположение путепроводов и других объектов на МКАД | Расположение путепроводов и других объектов на МКАД                                                             | Расположение путепроводов и других объектов на МКАД | Расположение путепроводов и других объектов на МКАД |
| Объект                                              | Описание | Километр                                            | Координаты                                          |
| --------------------------------------------------- | --- | --------------------------------------------------- | --------------------------------------------------- |
| транспортная развязка                               | МКАД через шоссе Энтузиастов и М7 «Волга»                                                                       | 0 км                                                | 55°46′37″ с. ш. 37°50′34″ в. д.                     |
| транспортная развязка                               | Саянская улица и улица Победы (Реутов) через МКАД                                                               | 2 км                                                | 55°46′09″ с. ш. 37°50′35″ в. д.                     |
| путепровод                                          | МКАД над Горьковским направлением МЖД                                                                           | 4 км                                                | 55°44′56″ с. ш. 37°50′32″ в. д.                     |
| транспортная развязка                               | Кетчерская улица и Носовихинское шоссе через МКАД                                                               | 4 км                                                | 55°44′39″ с. ш. 37°50′31″ в. д.                     |
| трубовидная транспортная развязка                   | улица Николая Старостина через МКАД                                                                             | 6 км                                                |                                                     |
| транспортная развязка                               | улица Молдагуловой и Новоухтомское шоссе через МКАД                                                             | 7 км                                                |                                                     |
| транспортная развязка                               | Северо-Восточная хорда и Косинское шоссе (М12 «Восток») (одновременно над и под МКАД)                           | 8 км                                                |                                                     |
| путепровод                                          | МКАД над Казанским и Рязанским направлениями МЖД                                                                | 8 км                                                | 55°42′35″ с. ш. 37°50′10″ в. д.                     |
| транспортная развязка                               | МКАД через Рязанский и Лермонтовский проспекты                                                                  | 8 км                                                |                                                     |
| транспортная развязка                               | Волгоградский проспект и М5 «Урал» через МКАД                                                                   | 11 км                                               |                                                     |
| транспортная развязка                               | улица Верхние Поля и Новоегорьевское шоссе (Котельники) через МКАД                                              | 14 км                                               |                                                     |
| путепровод                                          | МКАД над подъездными путями к Московскому нефтеперерабатывающему заводу                                         | 15 км                                               |                                                     |
| транспортная развязка                               | улица Капотня и улица Энергетиков (Дзержинский) через МКАД                                                      | 16 км                                               |                                                     |
| путепровод                                          | МКАД через Проектируемый проезд № 5217                                                                          | 18 км                                               |                                                     |
| мост                                                | Бесединские мосты через Москва-реку                                                                             | 19 км                                               | 55°37′25″ с. ш. 37°47′36″ в. д.                     |
| транспортная развязка                               | Бесединское шоссе через МКАД                                                                                    | 20 км                                               |                                                     |
| транспортная развязка                               | Каширское шоссе через МКАД                                                                                      | 24 км                                               |                                                     |
| путепровод                                          | МКАД над подъездными путями к Московскому коксогазовому заводу                                                  | 26 км                                               |                                                     |
| путепровод                                          | МКАД через безымянный проезд (старую дорогу Загорье — Видное)                                                   | 27 км                                               |                                                     |
| транспортная развязка                               | Липецкая улица и М4 «Дон» через МКАД                                                                            | 27 км                                               |                                                     |
| путепровод                                          | Павелецкое направление МЖД над МКАД                                                                             | 29 км                                               | 55°34′20″ с. ш. 37°39′51″ в. д.                     |
| транспортная развязка                               | МКАД через Востряковский проезд и дорогу 46Н-04887                                                              | 30 км                                               |                                                     |
| T-образная транспортная развязка                    | улица Подольских Курсантов через МКАД                                                                           | 30 км                                               |                                                     |
| транспортная развязка                               | МКАД через Юго-Восточную хорду                                                                                  | 32 км                                               |                                                     |
| путепровод                                          | МКАД над Курским направлением МЖД                                                                               | 32 км                                               | 55°34′30″ с. ш. 37°36′48″ в. д.                     |
| транспортная развязка                               | Варшавское шоссе и М2 «Крым» через МКАД                                                                         | 33 км                                               |                                                     |
| трубовидная транспортная развязка                   | улица Поляны через МКАД                                                                                         | 35 км                                               |                                                     |
| транспортная развязка                               | улица Павла Фитина через МКАД                                                                                   | 38 км                                               |                                                     |
| транспортная развязка                               | МКАД через Коммунарское шоссе                                                                                   | 40 км                                               |                                                     |
| разворотная эстакада                                | МКАД внешний — МКАД внутренний                                                                                  | 40 км                                               |                                                     |
| транспортная развязка                               | МКАД через Калужское шоссе                                                                                      | 41 км                                               |                                                     |
| транспортная развязка                               | МКАД через Ленинский проспект и М3 «Украина»                                                                    | 45 км                                               |                                                     |
| транспортная развязка                               | Озёрная улица и Боровское шоссе через МКАД                                                                      | 48 км                                               |                                                     |
| путепровод/транспортная развязка                    | МКАД над Киевским направлением МЖД и Рябиновой улицей                                                           | 49 км                                               | 55°40′04″ с. ш. 37°25′41″ в. д.                     |
| транспортная развязка                               | проспект Генерала Дорохова и Торговая улица (Заречье) через МКАД                                                | 50 км                                               |                                                     |
| мост                                                | через реку Сетунь                                                                                               | 53 км                                               | 55°41′57″ с. ш. 37°24′10″ в. д.                     |
| транспортная развязка                               | МКАД через Сколковское шоссе                                                                                    | 53 км                                               |                                                     |
| транспортная развязка                               | Можайское шоссе и М1 «Беларусь» через МКАД                                                                      | 55 км                                               |                                                     |
| путепровод                                          | Смоленское направление МЖД над МКАД                                                                             | 55 км                                               | 55°43′08″ с. ш. 37°23′00″ в. д.                     |
| транспортная развязка                               | улица Горбунова и Московская улица (Немчиновка) через МКАД                                                      | 56 км                                               |                                                     |
| путепровод/транспортная развязка                    | МКАД над Смоленским направлением МЖД (ветка на Усово); проспект Багратиона и Северный обход Одинцова через МКАД | 56 км                                               | 55°43′44″ с. ш. 37°22′41″ в. д.                     |
| транспортная развязка                               | Молодогвардейская улица через МКАД                                                                              | 57 км                                               |                                                     |
| транспортная развязка                               | МКАД через Рублёво-Успенское шоссе и А106                                                                       | 60 км                                               |                                                     |
| транспортная развязка                               | Рублёвское шоссе через МКАД                                                                                     | 61 км                                               |                                                     |
| транспортная развязка                               | МКАД через проспект Маршала Жукова и М9 «Балтия»                                                                | 63 км                                               |                                                     |
| транспортная развязка                               | Мякининский проезд и Проектируемый проезд № 5019 через МКАД                                                     | 65 км                                               |                                                     |
| мост                                                | Спасские мосты через Москва-реку                                                                                | 68 км                                               | 55°49′46″ с. ш. 37°23′41″ в. д.                     |
| транспортная развязка                               | МКАД через Волоколамское и Пятницкое шоссе                                                                      | 68 км                                               |                                                     |
| путепровод/транспортная развязка                    | МКАД над Рижским направлением МЖД и Трикотажным проездом                                                        | 68 км                                               | 55°50′01″ с. ш. 37°23′46″ в. д.                     |
| разворотная эстакада                                | МКАД внутренний — МКАД внешний                                                                                  | 69 км                                               |                                                     |
| мост                                                | через реку Сходня                                                                                               | 69 км                                               | 55°50′36″ с. ш. 37°23′35″ в. д.                     |
| путепровод                                          | улица Саломеи Нерис через МКАД                                                                                  | 70 км                                               |                                                     |
| трубовидная транспортная развязка                   | Новокуркинское шоссе через МКАД                                                                                 | 73 км                                               |                                                     |
| транспортная развязка                               | улица Свободы и Молодёжная улица (Химки) через МКАД                                                             | 74 км                                               |                                                     |
| мост                                                | через Бутаковский залив                                                                                         | 75 км                                               | 55°52′46″ с. ш. 37°26′14″ в. д.                     |
| транспортная развязка                               | Ленинградское шоссе и М10 «Россия» через МКАД                                                                   | 75 км                                               | 55°52′54″ с. ш. 37°26′41″ в. д.                     |
| путепровод                                          | МКАД через Правобережную улицу и улицу Кирова (Химки)                                                           | 76 км                                               |                                                     |
| мост                                                | через Химкинское водохранилище                                                                                  | 76 км                                               | 55°52′57″ с. ш. 37°27′28″ в. д.                     |
| путепровод                                          | МКАД через улицу Белинского (Химки)                                                                             | 77 км                                               |                                                     |
| путепровод                                          | МКАД над Ленинградским направлением ОЖД                                                                         | 77 км                                               | 55°53′06″ с. ш. 37°28′26″ в. д.                     |
| транспортная развязка                               | Северо-Восточная хорда и М11 «Нева» через МКАД (Бусиновская развязка)                                           | 77 км                                               |                                                     |
| транспортная развязка                               | МКАД через Бусиновский проезд и Лихачёвское шоссе (Долгопрудный)                                                | 79 км                                               |                                                     |
| путепровод                                          | МКАД над Савёловским направлением МЖД и Новодачным шоссе                                                        | 82 км                                               | 55°54′26″ с. ш. 37°32′12″ в. д.                     |
| транспортная развязка                               | МКАД через Дмитровское шоссе и А104                                                                             | 82 км                                               | 55°54′28″ с. ш. 37°32′37″ в. д.                     |
| путепровод                                          | улица Молокова через МКАД                                                                                       | 83 км                                               |                                                     |
| транспортная развязка                               | Алтуфьевское шоссе через МКАД                                                                                   | 85 км                                               | 55°54′36″ с. ш. 37°35′18″ в. д.                     |
| путепровод                                          | безымянный проезд между улицей Корнейчука и Челобитьевским шоссе через МКАД                                     | 87 км                                               |                                                     |
| транспортная развязка                               | МКАД через Осташковское шоссе                                                                                   | 90 км                                               | 55°53′43″ с. ш. 37°40′23″ в. д.                     |
| мост                                                | через Яузу | 91 км                                               |                                                     |
| путепровод                                          | МКАД над Ярославским направлением МЖД                                                                           | 94 км                                               | 55°53′08″ с. ш. 37°43′09″ в. д.                     |
| транспортная развязка                               | МКАД через Ярославское шоссе и М8 «Холмогоры»                                                                   | 94 км                                               | 55°52′56″ с. ш. 37°43′33″ в. д.                     |
| транспортная развязка                               | Хабаровская улица через МКАД                                                                                    | 103 км                                              | 55°49′46″ с. ш. 37°49′43″ в. д.                     |
| транспортная развязка                               | Щёлковское шоссе и А103 через МКАД                                                                              | 105 км                                              | 55°48′50″ с. ш. 37°50′20″ в. д.                     |
| путепровод                                          | Проектируемый проезд № 5074 через МКАД                                                                          | 106 км                                              | 55°48′27″ с. ш. 37°50′22″ в. д.                     |

## Общественный транспорт
В настоящее время по разным участкам МКАД проходят маршруты городского пассажирского транспорта Москвы (автобус). В списке перечислены маршруты, имеющие хотя бы одну официальную остановку. Если не указано иное, маршрут обслуживается ГУП «Мосгортранс».
Маршрут 816 (ВКНЦ — метро Калужская) осуществляет лишь 8 рейсов в сутки, и ходит только по будням.
Ещё реже курсирует 1040 маршрут из города Видное — 4 рейса в сутки только по будням.
- от Щёлковского шоссе до шоссе Энтузиастов — № 133, 760, 760к;
- от шоссе Энтузиастов до Носовихинского шоссе — № 760, 760к;
- от улицы Николая Старостина до улицы Молдагуловой — № 502 (ООО «Трансавтолиз»);
- от Рязанского проспекта до Волгоградского проспекта — № 436, c694;
- от Волгоградского проспекта до улицы Верхние Поля — № м78, 595к (Мострансавто), 436, 470 (Мострансавто), 655, c694, c711, 739, 739в, 904 (Мострансавто);
- от улицы Верхние Поля до улицы Капотня — № м78, 470 (Мострансавто), 595к (Мострансавто), 655, 655к, 739в, 904 (Мострансавто);
- от улицы Капотня до Бесединского шоссе — № м78, c795, 1063 (Мострансавто);
- от Бесединского шоссе до Каширского шоссе — № c795;
- от Каширского шоссе до Липецкой улицы — № 471е (Мострансавто), 471р (Мострансавто), 826, 837;
- от Липецкой улицы до развязки Бирюлёво-Западное — № 837, 1040 (Мострансавто);
- от развязки Бирюлёво-Западное — Измайлово до улицы Поляны — № 837;
- от улицы Поляны до улицы Павла Фитина — № 165, 837, 877 (ООО «Стартранс»), 967;
- от улицы Павла Фитина до Профсоюзной улицы — № 642, 837, 877 (ООО «Стартранс»), 967;
- от Профсоюзной улицы до Ленинского проспекта — № 642, 767, 781, 877 (ООО «Стартранс»);
- от Ленинского проспекта до Озёрной улицы — № 767, 781, 816, 1147;
- от Озёрной улицы до Рябиновой улицы — № 718 (остановка только на внешней стороне, внутри развязки с Озёрной улицей), 781, 816, 1147, 1147с;
- от Рябиновой улицы до Сколковского шоссе — № 461 (Мострансавто), 816, 1147, 1147с;
- от Сколковского шоссе до Можайского шоссе — № 461 (Мострансавто), 816, 1056 (Мострансавто);
- от Можайского шоссе до Молодогвардейской улицы — № 816;
- от Молодогвардейской улицы до улицы Академика Чазова — № 660 (остановка только на внутренней стороне), 816;
- от Рублёвского шоссе до Таллинской улицы — № 798;
- от Таллинской улицы до Мякининского проезда — № 798 (остановка только на внешней стороне);
- от Мякининского проезда до улицы Маршала Катукова — № 372 (Мострансавто), 436р (Мострансавто, остановка только на внутренней стороне), 450 (Мострансавто), 455 (Мострансавто), 631, 640 (остановка только на внешней стороне), с11;
- от улицы Маршала Катукова до Волоколамского шоссе — № 631, 640, с11;
- от Волоколамского шоссе до Новокуркинского шоссе — № 451 (ООО «Трансавтолиз»);
- от улицы Свободы до Ленинградского шоссе — № 173 (ООО «Трансавтолиз»), 199, 358, 436. (Мострансавто), 451 (ООО «Трансавтолиз»), 472 (Мострансавто), 817;
- от Ленинградского шоссе до Библиотечного проезда — № 5 (Мострансавто), 32 (Мострансавто);
- от Библиотечного проезда до Бусиновского проезда — № 472 (Мострансавто, остановка только на внутренней стороне), 1062 (Мострансавто)
- от Бусиновского проезда до Дмитровского шоссе — № 1062 (Мострансавто)
- от Дмитровского шоссе до Осташковского шоссе — № 24 (Мострансавто), 25 (Мострансавто), 136;
- от Осташковского шоссе до Ярославского шоссе — № 24 (Мострансавто), 25 (Мострансавто), 136, 536, 735, с15 (ООО «Таксомоторный парк № 20»);
- от Ярославского шоссе до Хабаровской улицы — № 735;

Участок от Хабаровской улицы (103 км) до Щёлковского шоссе (105 км) — маршрутами городского пассажирского транспорта (автобус) не обслуживается и никогда не обслуживался. Хотя во время реконструкции МКАД (в середине 1990-х годов) предполагалось организовать автобусное движение по всем участкам МКАД.